# Episodi di Grani di pepe (sedicesima stagione)
La sedicesima stagione della serie televisiva Grani di pepe è stata trasmessa in prima visione in Germania dal 23 novembre al 28 dicembre 2019 sul canale televisivo Das Erste.
| N° | Titolo originale             | Prima TV Germania |
| -- | ---------------------------- | ----------------- |
| 1  | Das Cello                    | 23 novembre 2019  |
| 2  | Glücksspiele                 | 23 novembre 2019  |
| 3  | Glaubensfragen               | 23 novembre 2019  |
| 4  | Escaperoom                   | 7 dicembre 2019   |
| 5  | Goldfieber                   | 7 dicembre 2019   |
| 6  | Pepper in Gefahr             | 7 dicembre 2019   |
| 7  | Entenjagd                    | 14 dicembre 2019  |
| 8  | Kiras Albtraum               | 21 dicembre 2019  |
| 9  | Ferngesteuert                | 21 dicembre 2019  |
| 10 | Null Sterne                  | 21 dicembre 2019  |
| 11 | Nachrichten aus dem Jenseits | 28 dicembre 2019  |
| 12 | Waschbär und Kaninchen       | 28 dicembre 2019  |
| 13 | Sabotage                     | 28 dicembre 2019  |

## Das Cello
- Scritto da: Anja Jabs
- Diretto da: Andrea Katzenberger

## Glücksspiele
- Scritto da: Anja Jabs
- Diretto da: Andrea Katzenberger

## Glaubensfragen
- Scritto da: Andrea Katzenberger
- Diretto da: Andrea Katzenberger

## Escaperoom
- Scritto da: Andrea Katzenberger
- Diretto da: Andrea Katzenberger

## Goldfieber
- Scritto da: Anja Jabs
- Diretto da: Daniel Drechsel-Grau

## Pepper in Gefahr
- Scritto da: Jörg Reiter
- Diretto da: Daniel Drechsel-Grau

## Entenjagd
- Scritto da: Jörg Reiter
- Diretto da: Daniel Drechsel-Grau

## Kiras Albtraum
- Scritto da: Anja Jabs
- Diretto da: Daniel Drechsel-Grau

## Ferngesteuert
- Scritto da: Silja Clemens
- Diretto da: Daniel Drechsel-Grau

## Null Sterne
- Scritto da: Silja Clemens
- Diretto da: Daniel Drechsel-Grau

## Nachrichten aus dem Jenseits
- Scritto da: Catharina Junk
- Diretto da: Felix Ahrens

## Waschbär und Kaninchen
- Scritto da: Catharina Junk
- Diretto da: Felix Ahrens

## Sabotage
- Scritto da: Silja Clemens
- Diretto da: Felix Ahrens